# Vol Alaska Airlines 60
Le 5 avril 1976, un Boeing 727 effectuant le vol Alaska Airlines 60, un vol intérieur régulier de la compagnie aérienne Alaska Airlines, reliant l'aéroport international d'Anchorage Ted-Stevens, en Alaska, à l'aéroport international de Seattle-Tacoma, dans l'État de Washington, avec des escales prévues à Juneau et Ketchikan, en Alaska, subit une sortie de piste lors de l'atterrissage à l'Aéroport international de Ketchikan, entraînant la mort d'un passager, ainsi que 49 blessés, dont 32 blessés graves, parmi les 50 passagers et membres d'équipage à bord de l'appareil. 

## Avion et équipage
L'appareil impliqué dans l'accident, un Boeing 727-81, immatriculé N124AS, a effectué son premier vol le 4 mars 1965. Lors de sa mise en service, il est immatriculé JA8301 et exploité par All Nippon Airways. Le 31 mai 1972, l'avion est réimmatriculé N124 et exploité par Pacific Southwest Airlines, avant d'être loué à Alaska Airlines le 22 juin de la même année. Il a ensuite été sous-loué à Mexicana le 30 novembre 1972 et réenregistré sous l'immatriculation XA-SEB. L'avion a ensuite été rendu à Alaska Airlines le 10 janvier 1974. Au moment de l'accident, l'appareil totalise 25 360 heures de vol.
Le vol 60 est effectué par le commandant de bord Richard L. Burke, 55 ans, qui totalise 19 813 heures de vol, dont 2 140 heures sur Boeing 727, et est employé chez Alaska Airlines depuis 1960. 
Lee copilote de 42 ans, Richard Bishop, totalise 3 193 heures de vol au total, dont 1 980 heures sur 727 et est en service chez Alaska Ailrines depuis 1966. 
Le mécanicien navigant Huston Leach, 43 ans, a été employé par Alaska Airlines la même année que le copilote Bishop, et cumulé 3 454 heures de vol au total, dont 2 641 heures sur 727.

## Accident
À 8h05, le vol 60 effectue une approche de type ILS sur la piste 11 de l'Aéroport international de Ketchikan, avec un plafond nuageux à basse altitude et une faible visibilité, en raison de légères chutes de neige et de brouillard. 

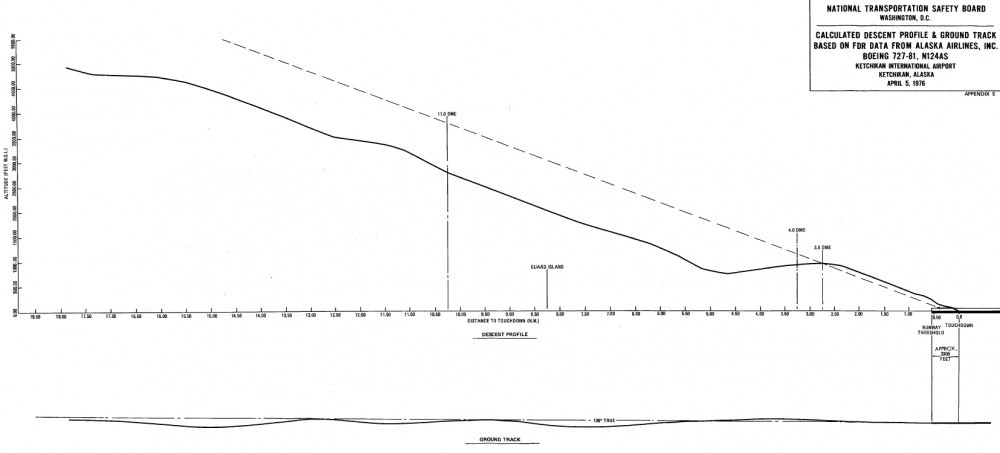
Schéma représentant la trajectoire de descente du vol 60.

En descendant à 4000 pieds (1219 m), l'équipage a établi un contact visuel avec le sol. Le capitaine a décidé de procéder à une approche à vue sur l'atterrissage, puis à une altitude de 1 000 pieds (305 m) et à une distance d'environ 3,2 km, un contact visuel est établi avec les feux d'approche de la piste 11.
À 8h19, l'avion s'est posé sur la piste à environ 1 500 pieds (457 m) au-delà du seuil de piste, à une vitesse de 145 nœuds (268 km/h), avec un vent arrière soufflant à 3 nœuds (5,5 km/h). Une fois sur la piste, le commandant Burke a activé les inverseurs de poussée des moteurs et déployé les spoilers au sol. 
Cependant, les actions de freinage n'ont pas suffi à ralentir l'appareil car la piste était mouillée au moment de l'atterrissage. Le commandant de bord a donc décidé d'exécuter une remise des gaz. Les spoilers ont été rétractés, et les volets réglés à 25°. 
Les inverseurs de poussée ne se sont pas complètement rétractés lors de la remise de gaz, de sorte que la pleine poussée au décollage n'a pu être obtenue. Les tentatives de désengagement des inverseurs ont échoué, de sorte que les spoilers au sol se sont à nouveau déployés. 
L'avion est alors sorti de la piste 11, a traversé une route de service, puis a heurté le support du réseau d'antennes de l'aéroport, avant de s'écraser dans un ravin, à 213 m après la fin la piste. Le fuselage du 727 s'est brisé en trois morceaux au niveau des ailes, la section centrale de l'appareil prenant feu peu après l'accident.  

## Enquête
L'enquête du Conseil national de la sécurité des transports (NTSB) a déterminé que le jugement erroné du commandant Burke, qui a choisi d'amorcer une remise de gaz après un atterrissage avec arrêt complet effectué à une vitesse et une distance parcourue trop importante, est la principale cause de l'accident. 
Le rapport du NTSB a également déclaré que la décision non professionnelle du commandant de bord d'abandonner l'approche ILS au profit d'une approche à vue a contribué à cet accident.